# James Kwesi Appiah
Pour les articles homonymes, voir Appiah.
James Kwesi Appiah, né le 30 juin 1960 à Kumasi, est un ancien footballeur international ghanéen reconverti comme entraîneur et sélectionneur.

## Biographie
Il a fréquenté le lycée Opoku Ware à Santasi.
Défenseur de l'Asante Kotoko pendant 10 ans (1983–1993), il a été international ghanéen (5 sélections) de 1987 à 1992, terminant finaliste de la CAN 1992. 
Puis il entame une carrière d'entraîneur dès 2011 avec les Black Meteors, remportant les Jeux africains 2011. Ensuite il devient le sélectionneur intérimaire entre 2010 et 2011 des Black Stars puis en avril 2012, terminant quatrième de la CAN 2013.

## Carrière joueur
- 1983-1993 :  Asante Kotoko SC

## Carrière entraineur
- sep. 2010-jan. 2011 :  Ghana
- avr. 2012-sep. 2014 :  Ghana
- déc. 2014-mars 2017 :  Al-Khartoum SC
- avr. 2017-déc. 2019 :  Ghana